# بيتر بوليان
بيتر بوليان (بالإنجليزية: Peter Buljan)‏ هو لاعب كرة قدم أسترالي في مركز الهجوم، ولد في 14 يوليو 1978 في كانبرا في أستراليا. شارك مع منتخب أستراليا تحت 23 سنة لكرة القدم. أما مع النوادي، فقد لعب مع نادي برث غلوري ونادي جنوب ملبورن ونادي ساربروكن.

## وصلات خارجية
- بيتر بوليان على موقع قاعدة بيانات كرة القدم.إي يو (الإنجليزية)
- بيتر بوليان على موقع عالم كرة القدم.نت (الإنجليزية)